# Breitlappiges Riccardimoos
Das Breitlappige Riccardimoos (Riccardia latifrons) ist eine Lebermoos-Art aus der Familie Aneuraceae.

## Merkmale
Die Thalli sind gelbgrün bis dunkelgrün, kriechend bis aufsteigend, unregelmäßig ein- bis zweifach fiederig oder geweihartig verzweigt, etwa 1 Zentimeter lang, die Äste um 1 Millimeter breit und zungenförmig, die Spitze abgerundet oder herzförmig. Der Thallusquerschnitt ist schwach linsenförmig und zeigt in der Mitte 4 bis 7 Zellschichten, die Ränder sind zweischichtig, die äußerste Zellreihe meist einschichtig.
Ölkörper fehlen normalerweise in allen Thalluszellen, nur selten können in älteren Hypodermiszellen ein bis drei vorhanden sein.
Die Geschlechterverteilung ist autözisch. Männliche und weibliche Gametangien befinden sich jeweils an kurzen Ästen. Die Kalyptra ist keulenförmig und oben papillös. Sporen sind gelblichbraun, fein papillös bis fast glatt und 14 bis 17 Mikrometer groß. Sporenkapseln sind öfters entwickelt. Vereinzelt werden an den Thallusenden eiförmige Brutkörper gebildet.

## Standortansprüche
Geeignete Wuchsorte sind luftfeuchte, schattige Wälder, Waldschluchten, nordexponierte Hänge, Bachtälchen, Auwälder, Quellstellen und Moore. Die Art wächst vor allem auf feuchtem, morschem Holz. Bevorzugt wird Nadelholz, das etwas verwittert, aber noch mehr oder weniger fest ist. Oft werden die Schnittflächen besiedelt, ebenso Baumstrünke und liegende und entrindete Stämme. Deutlich seltener wächst sie auf feuchtem, saurem Humus oder auf nassem Torf.

## Verbreitung
Weltweit gibt es Vorkommen in Europa, in Nordasien bis Japan und in Nordamerika. In Europa ist das Moos weit verbreitet, besonders im westlichen, nördlichen und mittleren Teil. In Mitteleuropa ist es von der Ebene bis in die subalpine Höhenstufe weit verbreitet aber meist nicht häufig.